# Linea di successione al trono di Russia

Lo stemma della monarchia russa.

La monarchia in Russia fu abolita nel 1917 dopo la Rivoluzione di Febbraio, quando lo zar Nicola II fu costretto ad abdicare per sé ed il figlio Alessio e suo fratello Michele rifiutò il trono. Chi sia oggi il pretendente alla corona imperiale russa è oggetto di disputa.

## Linea di successione al marzo 1917

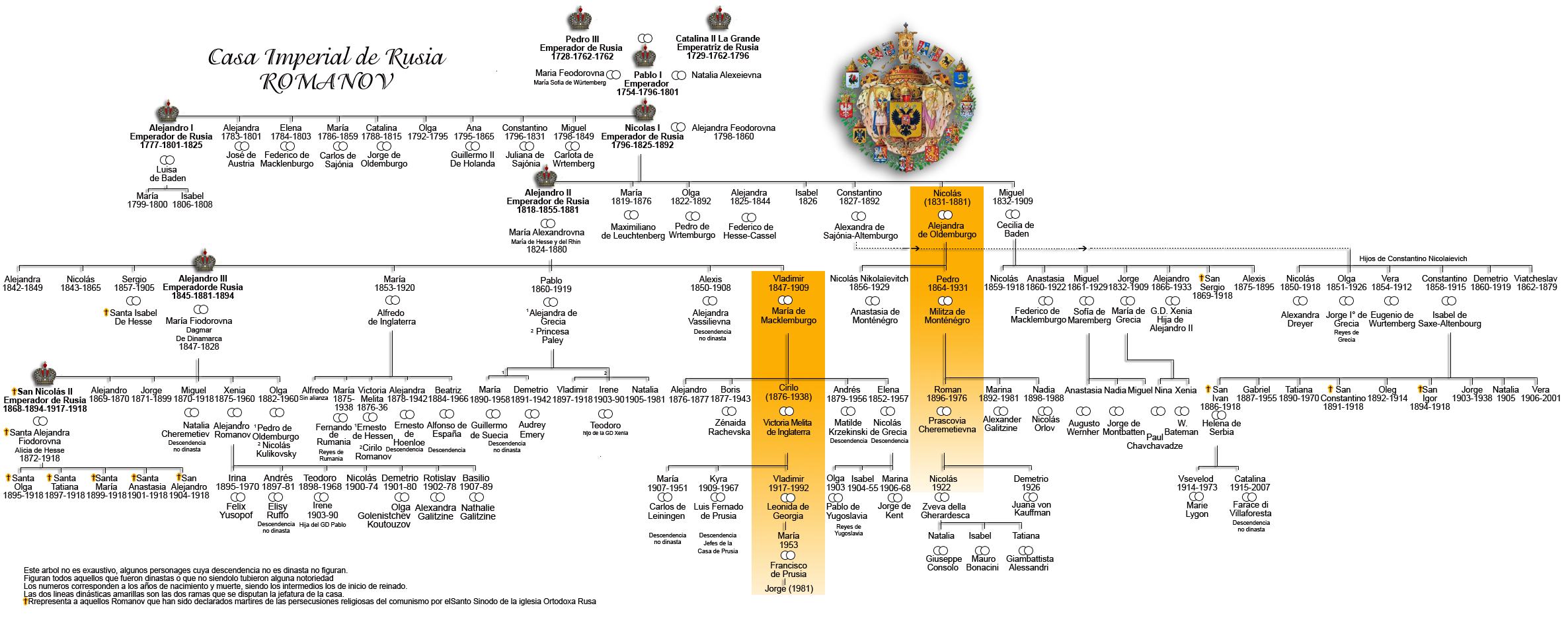
Discendenti di Pietro III e Caterina la Grande; in arancione la linea dei pretendenti

I membri dei Romanov atti a succedere (quindi di sesso maschile, di religione ortodossa e figli di matrimoni approvati dallo zar e paritari) al momento dell'abdicazione dello zar sono riportati in corsivo e senza data di nascita e morte
- Nicola I
  - Alessandro II (1818-1881)
    - Alessandro III (1845-1894)
      - Nicola II (1868-1918)
        - Granduca Zarevic Alessio

      - Granduca Michele

    - Granduca Vladimir (1847-1909)
      - Granduca Kirill Vladimirovič
      - Granduca Boris Vladimirovič
      - Granduca Andrej Vladimirovič

    - Granduca Pavel Aleksandrovič
      - Granduca Dmitrij Pavlovič

  - Granduca Costantino Nikolaevič (1827-1892)
    - Granduca Konstantin Konstantinovič
      - Principe Ivan Kostantinovič
        - Principe Vsevolod Ivanovič

      - Principe Gavriil Konstantinovič
      - Principe Konstantin Konstantinovič
      - Principe Igor' Konstantinovič
      - Principe Georgij Konstantinovič

    - Granduca Dmitrij Konstantinovič

  - Granduca Nicola il Vecchio
    - Granduca Nicola il Giovane
    - Granduca Petr Nikolaevic
      - Principe Roman Petrovič

  - Granduca Michail
    - Granduca Nikolaj Michajlovič
    - Granduca Michail Michajlovič
    - Granduca Georgij Michajlovič
    - Granduca Aleksandr Michajlovič
      - Principe Andrej Aleksandrovič
      - Principe Fëdor Aleksandrovič
      - Principe Nikita Aleksandrovič
      - Principe Dmitrij Aleksandrovič
      - Principe Rotislav Aleksandrovič
      - Principe Vasilij Aleksandrovič

    - Granduca Sergej Michajlovič

Molti di questi morirono senza figli o furono uccisi durante la Rivoluzione Russa.

## I pretendenti
- Kirill Vladimirovič Romanov (1924-1938)

Dapprima molti membri della Casa Imperiale non credettero o furono scettici sulle notizie riguardanti la strage dei membri della famiglia imperiale, ma, nonostante questo, si formarono lo stesso degli schieramenti tra i movimenti monarchici, il cui centro era Parigi. In molti si raggrupparono intorno al granduca Kirill Vladimirovič, che era il primo nella linea di successione in seguito all'omicidio dello zarevic Alessio e del granduca Michele, mentre molti suoi avversari si avvicinarono al giovane granduca, Dmitrij Pavlovič, che era il seguente nella linea di successione se Kirill ed i suoi fratelli fossero stati considerati al di fuori della successione (suo padre il granduca Pavel Aleksandrovič era stato ucciso nel 1919). Altri sostenitori appoggiarono l'anziano granduca Nicola il Giovane, apprezzandone la carriera di comandante in capo dell'esercito imperiale e/o la sua posizione come membro più anziano della dinastia imperiale: l'8 agosto 1922, Nikolaša venne proclamato imperatore di tutte le Russie dallo Zemskij sobor della regione di Preamursk, convocato dal Generale Diterikhs.
Nicola il Giovane e Dmitrij Pavlovič non fecero mai ufficiale pretesa alla corona, mentre Kirill Vladimirovič l'8 agosto 1922 si proclamò Protettore del Trono ed il 31 agosto 1924 prese il nome di Cirillo I, imperatore di tutte le Russie, elevando automaticamente i figli al rango di granduchi di Russia, benché non fossero figli o nipoti di un imperatore regnante e fossero per nascita Principi e Principesse di Russia. Nel 1926 il granduca Dmitrij Pavlovič sposò un'ereditiera americana, Audrey Emery, bruciando la propria posizione di pretendente ed il granduca Nicola il Giovane, il più serio tra le altre alternative dei monarchici, morì nel 1929. Kirill mantenne una propria corte in esilio in Francia e diede vita ad una organizzazione atta a coordinare i movimenti monarchici.
- Vladimir Kirillovič Romanov (1938-1992)

Nel 1938 Kirill morì e gli successe come pretendente l'unico figlio maschio, il granduca Vladimir, che non portò mai pubblicamente il titolo imperiale e l'anno seguente elevò il cugino di secondo grado del padre e fedele sostenitore delle sue pretese Gavriil Konstantinovič Romanov al rango di granduca, facendo di lui l'unico principe Romanov a cui tale titolo veniva assegnato ad personam da quando l'imperatrice Elisabetta I di Russia lo aveva fatto col nipote, il futuro Pietro III.
L'11 ottobre 1938, con la sua approvazione, i cinque membri della dinastia subito dopo di lui nella linea ereditaria (tre granduchi e due principi di Russia) pubblicarono un documento di considerevole importanza legale, perché indicava il loro punto di vista sulla successione. I firmatari erano i granduchi Boris Vladimirovič Romanov (primo nella linea di successione dopo Vladimir) e suo fratello Andrej Vladimirovič (secondo), Dmitrij Pavlovič (terzo), ed i principi Vsevelod Ivanovič e Gavriil Konstantinovič (quarto e quinto). Nel testo si proclamava la successione di Vladimir come Capo della casa Imperiale e si elencavano i membri della dinastia viventi atti a succedergli, ed in che ordine.
A quella data erano già nati nove figli, frutto di matrimoni morganatici, ai membri maschili della dinastia citati nel documento, e nessuno di questi nove era incluso nella lista della successione.
In virtù delle leggi indicate sopra, riconosciamo che la successione al trono appartiene per diritto, in ordine di primogenitura, al maggiore membro della Casa Imperiale di Russia, il granduca Vladimir Kirillovič, che ne ha assunto l'eredità dopo la morte di suo padre il 29 settembre / 12 ottobre 1938, con la consapevolezza profonda del dovere sacro che scende su di lui secondo la legge come Capo della Casa Imperiale di Russia, che gli concede tutti i diritti e funzioni che gli appartengono in virtù delle leggi fondamentali dell'impero russo e dello statuto della famiglia imperiale.
I membri della Casa Imperiale di Russia compaiono come segue per primogenitura in ordine di successione: Granduca Boris Vladimirovič, granduca Andrej Vladimirovič, granduca Dmitri Pavlovič, principe Vsevelod Ivanovič, principe Gavriil Konstantinovič, principe Georgij Konstantinovič, principe Roman Petrovič principe Andrej Aleksandrovič, principe Fëdor Aleksandrovič, principe Nikita Aleksandrovič, principe Dmitrij Aleksandrovič, principe Rostislav Aleksandrovič e principe Vassili Aleksandrovič.»
La posizione dei membri citati nel documento circa la successione al trono era la seguente:
1. Granduca Boris Vladimirovič: riconobbe il granduca Kirill come Capo della Casa.
2. Granduca Andrej Vladimirovič: riconobbe il granduca Kirill come Capo della Casa.
3. Granduca Dmitri Pavlovič: riconobbe il granduca Kirill come Capo della Casa.
4. Principe Vsevelod Ivanovič: riconobbe il granduca Kirill come Capo della Casa.
5. Principe Gavriil Konstantinovič: riconobbe il granduca Kirill come Capo della Casa.
6. Principe Georgij Konstantinovič: emigrato negli Stati Uniti, di lui non si conosce l'opinione sulla successione del granduca Kirill. Ai tempi della dichiarazione dell'ottobre 1938, suo fratello il principe Gavriil non poté coinvolgerlo nella dichiarazione di successione del granduca Vladimir, perché il principe Georgij era molto malato: sarebbe morto l'8 novembre 1938 a New York, tre settimane dopo, senza lasciare discendenza.
7. Principe Roman Petrovič:  mantenne ostilità verso questa linea della famiglia, al pari di suo padre il granduca Petr
8. Principe Andrej Aleksandrovič: riconobbe il granduca Kirill come Capo della Casa.
9. Principe Fëdor Aleksandrovič: riconobbe il granduca Kirill come Capo della Casa.
10. Principe Nikita Aleksandrovič: riconobbe il granduca Kirill come Capo della Casa.
11. Principe Dmitrij Aleksandrovič: negli Stati Uniti già nel 1924, non aveva firmato la lettera di fedeltà al granduca Kirill già accettata da suo padre, il granduca Sandro e dai suoi fratelli. Il principe Dmitrij, tuttavia, riconobbe in seguito Kirill come Capo della Casa e questi, a seguito delle nozze morganatiche di Dmitrij, ne creò la moglie principessa Romanovsky-Kutuzov
12. Principe Rostislav Aleksandrovič: riconobbe il granduca Kirill come Capo della Casa.
13. Principe Vasilij Aleksandrovič: fu l'unico dei sei figli del granduca Sandro a non aver riconosciuto formalmente il granduca Kirill come Capo della dinastia. Vasilij non aveva firmato neppure l'atto del 1924 perché era ancora minorenne.

Si vede che alla fine del 1938, dei 14 membri maschili della dinastia, tutti tranne tre avevano riconosciuto Kirill come Capo della Casata, e solo uno aveva manifestato dell'ostilità a questo fatto. Inoltre il riconoscimento del granduca Kirill necessariamente comprendeva il riconoscimento che come suo erede ufficiale era il granduca Vladimir; l'articolo 54 della Legge di Famiglia specificava che un Manifesto d'Ascesa al Trono indicasse sia il nome del nuovo imperatore che del suo erede: il manifesto del 1924 indicava il granduca Kirill come imperatore ed il granduca Vladimir come granduca e zarevic. Nonostante questo, alcuni dei signatari della dichiarazione del 1938, quali i granduchi Boris Vladimirovič, Andrej Aleksandrovič, Dmitrij Pavlovič ed il principe Vsevelod, che avevano già riconosciuto il granduca Kirill, espressero un riconoscimento formale e separato anche per il granduca Vladimir.
Per esempio, il principe Andrej Aleksandrovič, figlio del granduca Aleksandr e della granduchessa Xenia, correttamente dichiarava che il suo riconoscimento del granduca Kirill come Capo della Casa nel 1924 gli evitava un successivo riconoscimento anche del figlio di questi, il granduca Vladimir. In una lettera datata 1º novembre 1938, il principe Andrej scriveva al cugino granduca Andrej Vladimirovič, fratello minore del granduca Kirill: "Caro Andrej, Mama mi ha trasmesso il contenuto della vostra lettera e della dichiarazione che avete preparato per la stampa; Non la firmo perché non ho assistito alle riunioni della famiglia e non so cosa avete deciso e, secondariamente, non vedo perché la famiglia deve firmare questa dichiarazione perché è evidente che dopo la morte di Kirill come Capo della Casa imperiale, suo figlio eredita [la posizione] per diritto di anzianità: personalmente, ho considerato Kirill come tale ed ora io riconosco suo figlio come tale. Vladimir, con la sua dichiarazione, egli stesso confermerà la sua posizione come Capo della Casa. Con affetto, Andrej"
Nel 1948 Vladimir Kirillovič sposò una divorziata (ma rimasta vedova al momento del secondo matrimonio), Leonida Georgievna Kirby, nata principessa Leonida Bagration-Mukhrani (che da allora prese il nome di Granduchessa Leonida Georgievna di Russia) dichiarando tale unione dinastica secondo le Leggi di Famiglia della Casa Imperiale: se questo fosse vero o meno è tuttora discusso e controverso e motivo di grande conflitto fra i rami differenti della famiglia di Romanov e i gruppi monarchici. Parecchi altri membri della dinastia infatti strinsero matrimoni con donne approssimativamente dello stesso livello di nobiltà di Leonida Georgievna o maggiore, che però vennero considerati morganatici. In seguito alle nozze Vladimir perse alcuni sostenitori e molti membri della famiglia si allontanarono dalla sua causa.
Nel 1969 Vladimir, prevedendo la prossima estinzione della discendenza maschile dei Romanov dinastici, proclamò la propria figlia Maria Vladimirovna futuro Protettore del Trono, implicando così che ella gli sarebbe succeduta: ciò scatenò l'ira dei già ostili parenti e dei circoli monarchici. In seguito a tale atto infatti i principi Vsevold Ivanovič, Andrej Aleksandrovič, Roman Petrovič (il cui zio era il granduca Nicola Il Giovane, possibile pretendente negli anni Venti) scrissero a Vladimir rivolgendosi a lui come al "principe" e non al "granduca", dicendogli che il suo matrimonio era non tra pari e che sua moglie non era certo di rango superiore a nessuna delle altre consorti dei principi Romanov. Infine aggiunsero che non riconoscevano Maria Vladimirovna come granduchessa e che la sua proclamazione era illegale.
Nel 1989 alla morte del principe Vasilij Aleksandrovič (che inoltre era il presidente dell'Associazione della Famiglia Romanov) Vladimir immediatamente proclamò la figlia come erede dinastica poiché il principe Vasilij era l'ultimo membro di sesso maschile della dinastia riconosciuto.
- Marija Vladimirovna Romanova (1992-vivente)

Quando Vladimir morì nel 1992, Marija Vladimirovna si affermò come nuova Capo della Casa Imperiale, Protettore del Trono e proclamando il figlio Georgij Michajlovič erede al Trono: il figlio, nato nel 1982, ebbe come patronimico "Michajlovič" perché a partire dal 1976 fino al divorzio nel 1985 Maria era sposata con Sua Altezza Reale il principe Franz Wilhelm di Prussia, cui fu assegnato il trattamento di "Sua Altezza Imperiale granduca Michail Pavlovič di Russia" da Vladimir. Maria utilizza il titolo di "Sua Altezza Imperiale la granduchessa Marija Vladimirovna di Russia" come pretendente.
- Nicola Romanovič Romanov (1992-2014)

Nel 1979 sette membri della dinastia, sia maschi sia femmine, crearono l'Associazione della Famiglia Romanov, che alla fine dello stesso anno aveva tra i suoi associati più della metà dei membri della dinastia sulla cui appartenenza non vi erano dubbi, come pure un gran numero dei discendenti in linea maschile che Vladimir non aveva riconosciuto come dinastici a causa del matrimonio giudicato morganatico dei loro genitori. Naturalmente Vladimir Kirillovič non entrò nell'associazione, e così fece sua figlia Marija.
L'Associazione, di cui facevano ancora parte degli indiscussi membri della dinastia, scelse nel 1989 come proprio presidente il principe Nicola Romanovič Romanov dopo la morte del principe Vasilij Aleksandrovič e adottò una posizione politica sostenente che la nazione russa dovrebbe poter scegliere quale forma di governo desidera e, in caso di una scelta monarchica, Nicola Romanovič sarebbe il candidato al trono. Questi, che porta quale pretendente il titolo di "Sua Altezza", si è proclamato anche Capo della Casa Imperiale dalla morte di Vladimir Kirillovič nell'aprile 1992. Con l'eccezione di Marija Vladimirovna, il principe Nicola è riconosciuto come tale da gran parte della famiglia.
- Dimitrij Romanovič Romanov (2014-2016), fratello di Nicola Romanovič Romanov
- Andrej Andreevič Romanov (2016-2021)
- Alexis Andreevič Romanov  (2021-)

## Linee successorie e punti dubbi
Molti potrebbero fare pretesa di essere a capo della Casa Imperiale, a seconda di come viene intesa la Legge di Famiglia dei Romanov. In primo luogo, si deve determinare chi era il primo membro della dinastia di sesso maschile legittimo prossimo allo zar: questi poteva essere stato o Vladimir Kirillovič (a seconda se si ritiene valido il matrimonio di suo padre e di suo nonno) o Nicola Romanovič. Trovatolo, automaticamente questi viene considerato il Capo della Casa dei Romanov, altrimenti si rende necessario seguire la successione semi-salica e la pretensione passa al più prossimo parente maschile in linea femminile. Questa potrebbe essere Marija Vladimirovna o (se non si ritiene pienamente legittimo il matrimonio di suo padre) Nicola Romanovič

### Linea dei Vladimirovič
Se si considera il matrimonio di Vladimir Kirillovič con Leonida Georgievna non morganatico, allora la linea di successione è:
1. Marija Vladimirovna (1953-viv.), che porta il titolo di Granduchessa di Russia come titolo da pretendente
2. Giorgio Mihailovič (1981-viv.), fin dalla nascita designato granduca di Russia e anche Principe di Prussia (titolo di cui non fa generalmente uso)
3. Alessandro Georgievich (2021-viv.),  figlio del precedente

Dopo Alessandro la linea maschile della granduchessa Maria cessa e se gli eredi non dovessero produrre altri discendenti maschi, il trono allora seguirebbe la successione semi-salica ed andrebbe o al principe Carlo Emilio di Leiningen, discendente diretto da Marija Kirillovna, sorella maggiore di Vladimir, e quindi cugino di primo grado di Maria, o al parente di religione ortodossa più prossima, il principe Carlo Vladimiro di Serbia (1964-viv.), figlio della defunta principessa Kira Mileta di Leiningen, anch'esso cugino di primo grado di Maria.

### Linea dei Nikolaevič
Il più prossimo parente maschio legittimo di Vladimir è Dimitrij Romanovič Romanov (1926-2016) figlio del principe Roman Petrovič, il cui nonno era Nicola il Vecchio, figlio minore di Nicola I di Russia; ultimo esponente maschio dei Nikolaevič
1. Principe Andrej Andreevič Romanov (1923-2021), figlio di Andrej Aleksandrovič Romanov (1897-1981), il cui nonno granduca Michail Nikolaevič (1832-1909) era fratello minore di Nicola il Vecchio (1831-1891)
2. Principe Alexis Andreevič Romanov (1953-viv.) figlio del precedente
3. Principe Peter Andreevič Romanov (1961-viv.) fratello del precedente
4. Principe Andrej Andreevič Romanov (1963-viv.) fratello del precedente
5. Principe Rostislav Rostislavič Romanov (1985-viv.), il cui omonimo nonno era fratello minore di Andrej Aleksandrovič Romanov
6. Principe Nikita Rostislavič Romanov (1987-viv.) fratello del precedente
7. Principe Daniel Nikolaevič Romanov (1972-viv.), cugino di primo grado del precedente
8. Principe Jackson Daniel Danilovich Romanov (2009-viv.), figlio del precedente

Gli individui ai numeri 5-10-11 non sono membri dell'Associazione della Famiglia Romanov.

### Il matrimonio di Vladimir Kirillovič violò la legge di famiglia?
Nell'ambito della successione semi-salica promulgata dall'imperatore Paolo I di Russia, dopo la morte dell'ultimo Capo della Casa maschio la successione passerebbe al suo parente di sesso femminile più prossimo che rispetti i requisiti successori richiesti. Vladimir Kirillovič sostenne che egli era l'ultimo membro della dinastia di sesso maschile dei Romanov perché tutti gli altri maschi che discendevano da Nicola I di Russia avevano contratto nozze morganatiche, in violazione della legge della Casa, con il risultato che la loro prole non possedeva nessun diritto al trono russo. Di conseguenza proclamò sua figlia Marija Vladimirovna la parente femminile più prossima e alla sua morte nel 1992 Maria si proclamò Capo della Famiglia Imperiale Russa.
La più grande obiezione a questa argomentazione è che la madre di Marija, la principessa Leonida Bagration-Mukhrani, non apparteneva a una casa reale o regnante e quindi che il matrimonio era morganatico. I Mukhrani (più correttamente Bagration-Mukhrany) erano un ramo collaterale dei Bagration che governarono la Georgia fino al 1810 e che, incorporato il loro stato nell'Impero russo, vennero parificati al rango di famiglia nobiliare e non reale in Russia. La linea dinastica primogenita dei Mukhrani, oggi estinta, diede svariati re alla Georgia fra il 1659 ed 1724, mentre quella collaterale, cui Leonida apparteneva, non salì mai al trono. Sono tuttavia il più antico ramo esistente dei Bagration ed hanno, dal 1957, sostenuto di essere la Casa Reale di Georgia nel loro esilio europeo.
I diritti legittimi di questo ramo della famiglia al trono della Georgia sono stati messi in discussione frequentemente, anche perché sono tuttora esistenti dei discendenti in linea patrilineare dell'ultimo re di Georgia - della linea dei Bagration-Gruzinski.
Maria ed i suoi sostenitori affermano che i Bagration-Mukhrani fossero di rango reale e che quindi in matrimonio fosse fra pari e inoltre sottolineano che il Capo della Famiglia Imperiale aveva approvato l'unione, come da tradizione che voleva fosse l'imperatore l'unico a decidere se un matrimonio era conforme alle leggi russe di successione. Vladimir infatti, teoricamente imperatore de jure, aveva deciso, due anni prima del suo matrimonio, che i Bagration-Mukhrani erano pari rango in una lettera all'Infante di Spagna Ferdinando di Baviera, marito dell'Infanta Maria Teresa di Borbone-Spagna sorella di Alfonso XIII, per quanto riguardava il prossimo matrimonio della figlia, la principessa Maria de las Mercedes con il principe Irakli Bagration-Mukhrani, fratello di Leonida.
Questa decisione differiva da quella compiuta nel 1911 quando, secondo l'Almanacco di Gotha, le nozze della principessa Tat'jana Konstantinovna Romanova, figlia del granduca Konstantin Konstantinovič (1858-1915), cugino di primo grado di Alessandro III, con il principe Konstantin Aleksandrovič Bagration-Mukhrani (dello stesso ramo dei Bagration cui la principessa Leonida sarebbe appartenuta) erano state giudicate morganatiche. In ogni caso Giovanni di Borbone-Spagna, conte di Barcellona e Capo della Real Casa di Spagna, stabilì che le nozze della cugina la privavano dei diritti successori al trono: successivamente fece da padrino al nipotino, ma rifiutò di riconoscerlo come membro della dinastia.

### Il matrimonio di Kiril Vladimirovič violò la Legge di Famiglia?
Il matrimonio di Kirill Vladimirovič del 1905 con Vittoria Melita di Sassonia-Coburgo-Gotha, genitori di Vladimir, non venne allora approvato dall'imperatore, e la sposa era divorziata dal granduca Ernesto Luigi d'Assia-Darmstadt (fratello dell'allora zarina Aleksandra Fëdorovna). I sostenitori di Maria affermano che l'unione venne due anni dopo approvata da Nicola II, che concesse a Vittoria Melita il trattamento di "Sua Altezza Imperiale granduchessa Vittoria Fëdorovna di Russia" e che le leggi che governavano la successione russa non vietavano il matrimonio con i divorziati.
Kirill e Vittoria erano primi cugini e la Chiesa ortodossa russa proibiva il matrimonio dei primi cugini, ma è noto che tutti i pretendenti potenziali oggi discendono dalle nozze dello zar Nicola I con una sua cugina di secondo grado, ugualmente proibite dal canone ortodosso. Quindi se i figli di un'unione del genere non fossero stati considerati dinastici, allora gli zar Alessandro II, Alessandro III e Nicola II non sarebbero potuti salire al trono. Inoltre, l'Imperatore diede la sua approvazione a Kirill e a Vittoria, e lo zar era a capo della Chiesa Ortodossa Russa.
Ai tempi del matrimonio, Vittoria Melita era protestante, e non si era ancora convertita all'ortodossia. Per Marija ed i suoi sostenitori, l'approvazione dello zar rende ininfluente il particolare, a cui si aggiunge che -secondo la loro interpretazione- per legge dinastica si richiedeva il matrimonio con una ortodossa solo ai membri della famiglia più prossimi al trono nella linea dinastica -cosa che Kirill non era-; inoltre la Chiesa ortodossa non proibiva ai suoi aderenti di sposare aderenti al protestantesimo e infine Vittoria Melita si convertì dopo le nozze, venendo accolta nella Chiesa ortodossa russa pubblicamente dallo Zar, cosicché Vladimir nacque da due genitori di fede ortodossa.

### Il matrimonio del granduca Vladimir Aleksandrovič violò la legge di famiglia?
Il padre di Kirill, il granduca Vladimir Aleksandrovič, fratello dello zar Alessandro III, sposò la principessa Maria di Meclemburgo-Schwerin, una luterana che si convertì dopo le nozze. Alle argomentazioni che confutano questa obiezioni, similari a quelle circa il matrimonio di Kirill Vladimirovič, si aggiunge che allora né lo Zar né altri ipotizzarono alcuna violazione della Legge di Famiglia.

### Il matrimonio di Nicola Romanovič violò la Legge di Famiglia?
Se per qualche motivo i matrimoni degli avi di Marija Vladimirovna sono morganatici o non validi, Maria sembrerebbe non avere più fondati diritti alla successione degli altri membri della famiglia. I sostenitori del principe Nicola hanno asserito che egli sia il discendente vivente primo in linea patrilineare dello zar Nicola I che possiede i diritti di successione. Infatti, benché non discenda dal ramo più anziano della famiglia (il suo avo è l'ultimo dei figli maschi di Nicola I, e vivono discendenti dei fratelli maggiori di questi), a detta dei suoi sostenitori tutti gli altri, compresa Marija Vladimirovna, hanno perso i loro diritti.
Ad esempio, il primo figlio maschio di Nicola I era Alessandro II, la cui discendenza maschile legittima per primogenitura (cioè Alessandro III) è cessata con Vladimir Kirillovič; l'ultimogenito di Alessandro II era il granduca Paolo, il cui primogenito Dmitrij Pavlovič ebbe un figlio da Audrey Emery, il cittadino statunitense Paul Dimitrievič Romanovsky-Ilyinsky (1928-2004), padre di Dimitri Romanovsky-Ilyinsky. Poiché le nozze del granduca Dmitrij Pavlovič furono morganatiche, Dimitri Romanovsky-Ilyinsky, il primo discendente vivente in linea patrilineare di Alessandro II, non ha diritti di successione (oltre ad essere privo sia lui che il fratello di discendenza maschile).
La madre del principe Nicola, la contessa Praskov'ja Šeremeteva (1901-1980), non era di sangue reale, ma il principe afferma che egli non aveva perso i suoi diritti al trono poiché le leggi dell'impero russo richiedevano soltanto ai granduchi di sposarsi con donne di uguale rango. Soltanto i figli ed i nipoti in linea maschile di uno zar avevano il titolo di granduchi e poiché il padre di Nicola era "Principe di Russia", avendo lo zar Nicola I come bisnonno, egli non era tenuto a sposare una donna di sangue reale. Per questi motivi il principe Nicola sostiene essere in una posizione differente rispetto ai discendenti di Kirill Vladimirovič e di Dmitrij Pavlovič.
La maggior parte degli studiosi della Legge di Famiglia russa sono in disaccordo con questa interpretazione della legge, e anche l'Almanacco di Gotha: nel 1942 non menzionava le nozze come morganatiche o contrarie alla Leggi di Famiglia, elencando Nicola e suo fratello Dimitrij come membri della Casa Imperiale, mentre nell'edizione del 1944 pubblicata da Justus Perthes, si definiva il matrimonio come "non conforme alle leggi di famiglia".